# Microcotyle macroura
Microcotyle macroura är en plattmaskart. Microcotyle macroura ingår i släktet Microcotyle och familjen Microcotylidae. Inga underarter finns listade i Catalogue of Life.